# Rehabilitación de viviendas

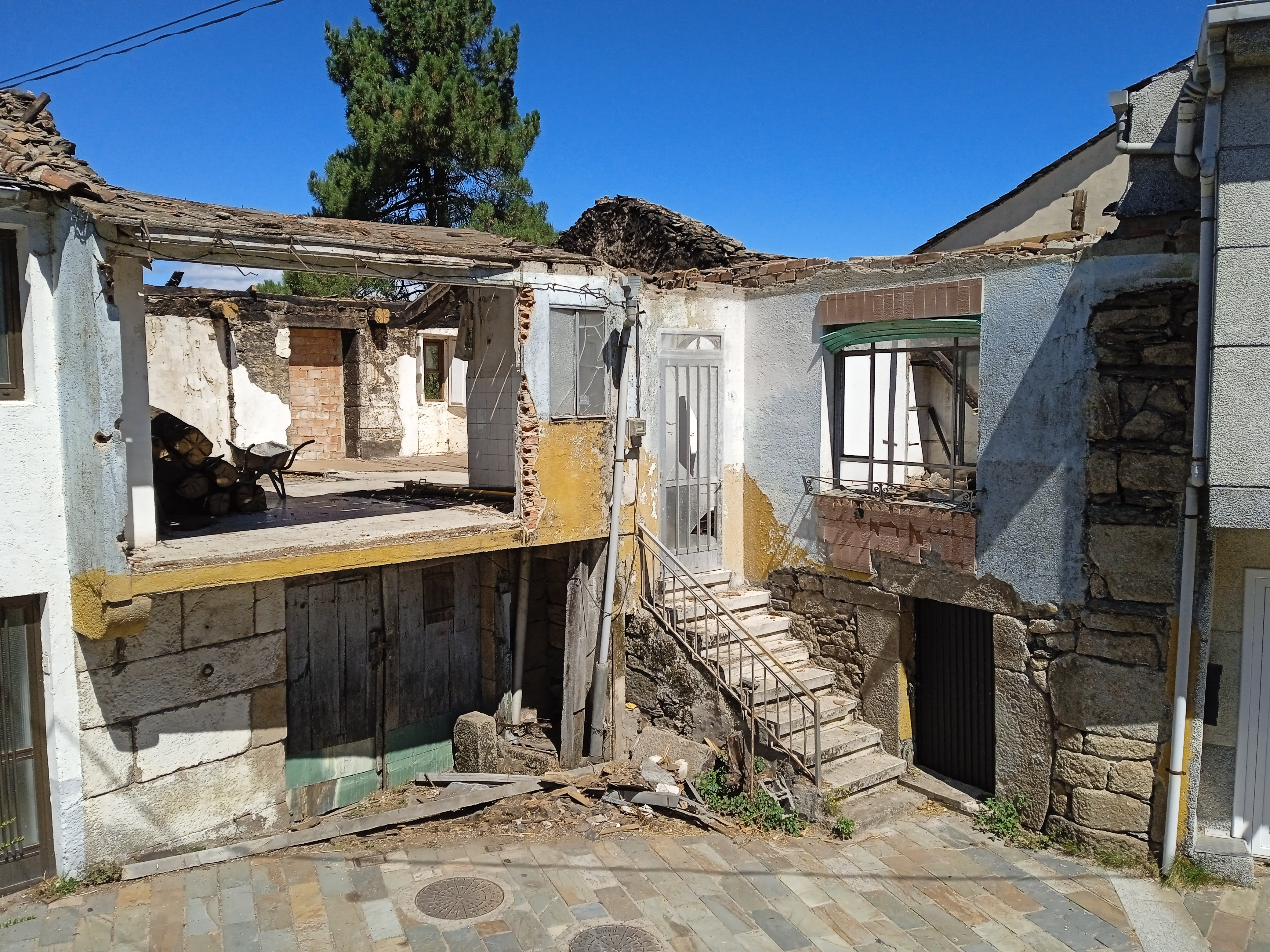
Rehabilitación de casa en A Gudiña.

La rehabilitación de viviendas es aquella acción constructiva o edificatoria que se realiza para mejorar algunas de las condiciones siguientes: de habitabilidad de la vivienda, de seguridad estructural y constructiva, de protección contra la presencia de agua y humedad, de sus instalaciones, de la accesibilidad, de su eficiencia energética, de sus condiciones de iluminación natural y ventilación interior, de las dimensiones de los espacios interiores, entre otras. Estas acciones se pueden realizar tanto en el interior de las viviendas como en las zonas comunes de los edificios residenciales.
Cuando la rehabilitación de las viviendas de un edificio residencial, afecta a su estructura, cubiertas, cerramientos exteriores, instalaciones, acabados de albañilería y pavimentos, carpintería etc, se denomina rehabilitación integral de la vivienda.

## Historia
A partir de los años 60 en Europa, se comienza a plantear la rehabilitación de viviendas y edificios en los centros históricos de las ciudades. Es en Italia dado su patrimonio urbano edificatorio, donde existe una mayor preocupación dado el estado en el que se encontraba palacios, iglesias, edificios antiguos, creándose una corriente de opinión a favor de la preservación de este patrimonio, y su intervención para recuperar los valores identitarios de estas edificaciones. Este debate se traslada a toda Europa, y se extiende no sólo a esta arquitectura monumental, sino a las edificaciones residenciales en los centros históricos. Creándose la figura urbanística de Protección de estas edificaciones, como son los Planes Especiales de Protección y Catalogación de edificios, que tiene por objeto el estudio pormenorizado de cada inmueble para determinar cual debe ser protegido y asignarle un nivel de catalogación al edificio. Las obras que se deberán realizar en estos inmuebles ya sea mantenimiento, conservación, reparación, rehabilitación dependerá del nivel asignado. Siendo el nivel más alto el de BIC Bien de Interés Cultural o también llamado en otros países Monumental, en el cual las obras a realizar están determinadas por Ley. 
Es a partir de los años 80 cuando el concepto se empieza a extender no sólo a los centros históricos sino a los barrios o a otros ámbitos de la ciudad,

## Objeto
Las obras de rehabilitación de viviendas y de los edificios habrán de tener alguna o varias de las siguientes finalidades:

- Alcanzar condiciones suficientes de seguridad estructural y constructiva, dotando a los elementos estructurales de condiciones adecuadas en cuanto a resistencia mecánica, estabilidad y aptitud de servicio.
- Mejorar la protección contra la presencia de agua y humedades.
- Mejorar la iluminación natural y la ventilación interior.
- Mejorar las instalaciones de los suministros de agua, gas, electricidad y saneamiento.
- Mejorar las condiciones de accesibilidad mediante la supresión de barreras arquitectónicas y la adecuación funcional a las necesidades de personas con discapacidad.
- Mejorar las condiciones de eficiencia energética.
- Mejorar el acceso a los servicios de telecomunicación, audiovisuales y de información.
- Mejorar la disposición y las dimensiones de los espacios interiores, en el caso de rehabilitación de viviendas.
- La instalación, renovación y mejora de los ascensores y sus condiciones de seguridad, en caso de rehabilitación de los elementos comunes de edificios.

## Rehabilitación de viviendas en Centros Históricos
La rehabilitación de viviendas se trata de una acción constructiva que se realiza con la finalidad de recuperar o mejorar considerablemente algunas condiciones que van desde la habitabilidad de una vivienda en específico, pasando por las condiciones de seguridad estructural y constructiva, de protección contra la humedad, de su accesibilidad, de las condiciones de iluminación natural y de ventilación interior, de la eficiencia energética, hasta de sus dimensiones relacionadas al espacio físico interior.
La nueva orientación de la intervención sobre los centros históricos está sometida a un cambio profundo similar al que se está dando en la política local. Ese cambio viene expresado por el que se da entre el concepto de gobierno y el de gobernanza, entendiendo ésta como una forma de gobierno algo diferente a la tradicional, en la que la exigencia de inclusión de los gobernados y la ampliación del ámbito de la toma de decisiones van al encuentro de una desafección de los ciudadanos por las alternativas de gobierno y de una cierta decadencia de la imagen del gobernante.
Ese cambio ya viene de alguna manera expresado en la convocatoria de las jornadas de intervención sobre los centros históricos que indudablemente tienen que ver con una búsqueda de apoyo amplio por parte de los profesionales por lo que supone de reforzamiento de la legitimación de las intervenciones locales.

## La reforma urbana del centro
La reforma urbana es un objeto especialmente sensible a los cambios en las políticas locales. El centro urbano, según plantean los semiólogos urbanos, es el espacio que suele concentrar las imágenes más nítidas que sostienen la identidad ciudadana. En ese sentido la perplejidad ante la intervención sobre el centro parte desde luego de la delicadeza de su objeto. 
La reforma o el cambio del espacio construido que sustenta esas imágenes pueden llevar a variar o a debilitar la base de la identidad local y con ella a dificultar considerablemente el gobierno local. ]uir manteniendo una cohesión y una direccionalidad en la política local que permita construir unos objetivos de actuación durables que afiancen una línea de intervención sobre la ciudad coherente a medio y largo plazo.
Pero el centro urbano no es solo un cúmulo de significados que contribuyen a formar la imagen de la ciudad, el centro es también un espacio en el que habita, trabaja y se divierte la población. En este sentido la intervención se hace más compleja. Se puede reform,]ar la imagen de la ciudad, pero si ello conlleva un esfuerzo desmesurado para los que lo usan y habitan, esa actuación puede volverse contra quien la promueve.
La conclusión es que al tratar de la vivienda en los centros históricos de las ciudades partimos de dos extremos diferenciados que deben poder unirse en el transcurso de la operación que se trate de llevar a cabo.
El primer extremo tiene que ver con la formación de esa imagen a partir de la propia vivienda de estos espacios centrales, concibiéndola no solo como un espacio privado limitado por unos muros, sino como un lugar residencial enclavado en un entorno urbano del que forma parte de manera indisoluble. En este sentido, la transformación de ese espacio implica una serie de efectos sistémicos en la imagen que puede tener hondas consecuencias.
El segundo es el del bienestar de los propios residentes en ese centro. Incluso podríamos ampliar el horizonte en este caso a las instituciones y asociaciones que se localizan dentro de sus límites. En ese sentido, el punto de partida no sería tanto la vivienda sino las formas de habitar y su respuesta a unas necesidades residenciales de los habitantes de ese espacio.
Ver Rehabilitación de barrios.